# Der Teufelsjunge
Der Teufelsjunge ist eine US-amerikanische Stummfilmkomödie aus dem Jahr 1925 von Frank Tuttle mit Richard Dix und Esther Ralston in den Hauptrollen. Der Film wurde von der Famous Players-Lasky Corporation produziert und basiert auf einer Originalstory von Byron Morgan.

## Handlung
Randy Farman, der in einem Kaufhaus Campingausrüstung vorführt, gewinnt bei einer Tombola ein Rennauto und macht sich auf in den Westen. Ihm geht das Benzin aus, er verliert sein ganzes Geld und verliebt sich in ein Mädchen namens Doris McGee, die in Begleitung ihrer Tante auf dem Weg nach Nampa City ist, um ein Erbe einzufordern. Als sie an ihrem Ziel ankommen, entdecken Doris und ihre Tante, dass der Onkel, der sie herbeigerufen hat, in der Irrenanstalt eingesperrt ist und die ganze Geschichte des Vermächtnisses erfunden hat. 

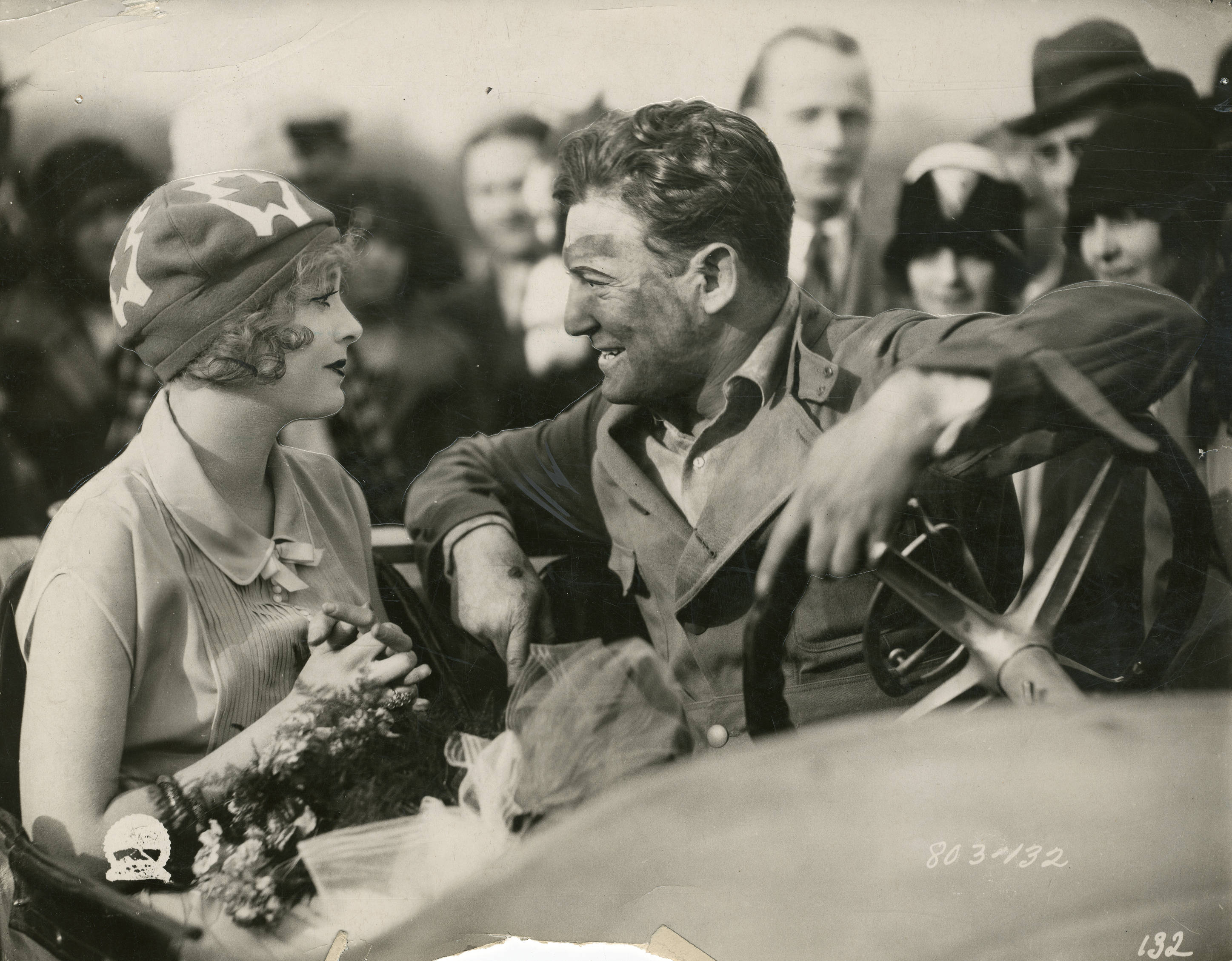
Szenenfoto mit Esther Ralston und Richard Dix

Randy nimmt an einem Schaukampf mit dem Boxchampion teil und bleibt lange genug auf den Beinen, um das Startgeld für ein Autorennen auf der Bezirksmesse zu gewinnen. Der Sheriff hat Randys Auto wegen Nichtzahlung einer Hotelrechnung beschlagnahmt, daher muss Randy das gesamte Rennen mit dem Sheriff auf dem Beifahrersitz fahren. Randy gewinnt das Rennen, einen beträchtlichen Preis und Doris‘ Liebe.

## Veröffentlichung
Die Premiere des Films fand am 5. Juli 1925 in New York statt. 1926 kam er in Österreich in die Kinos.

## Kritiken
Der Kritiker der The New York Times befand, der Film sei kein großer Film, aber er sei gute Unterhaltung.